# Morais (Macedo de Cavaleiros)
Morais ist eine Gemeinde (Freguesia) im portugiesischen Kreis Macedo de Cavaleiros. In ihr leben 530 Einwohner (Stand 19. April 2021).

## Söhne und Töchter
- João de Deus (1928–2019), Geistlicher